# Herz (Farbe)

Herz-Ass

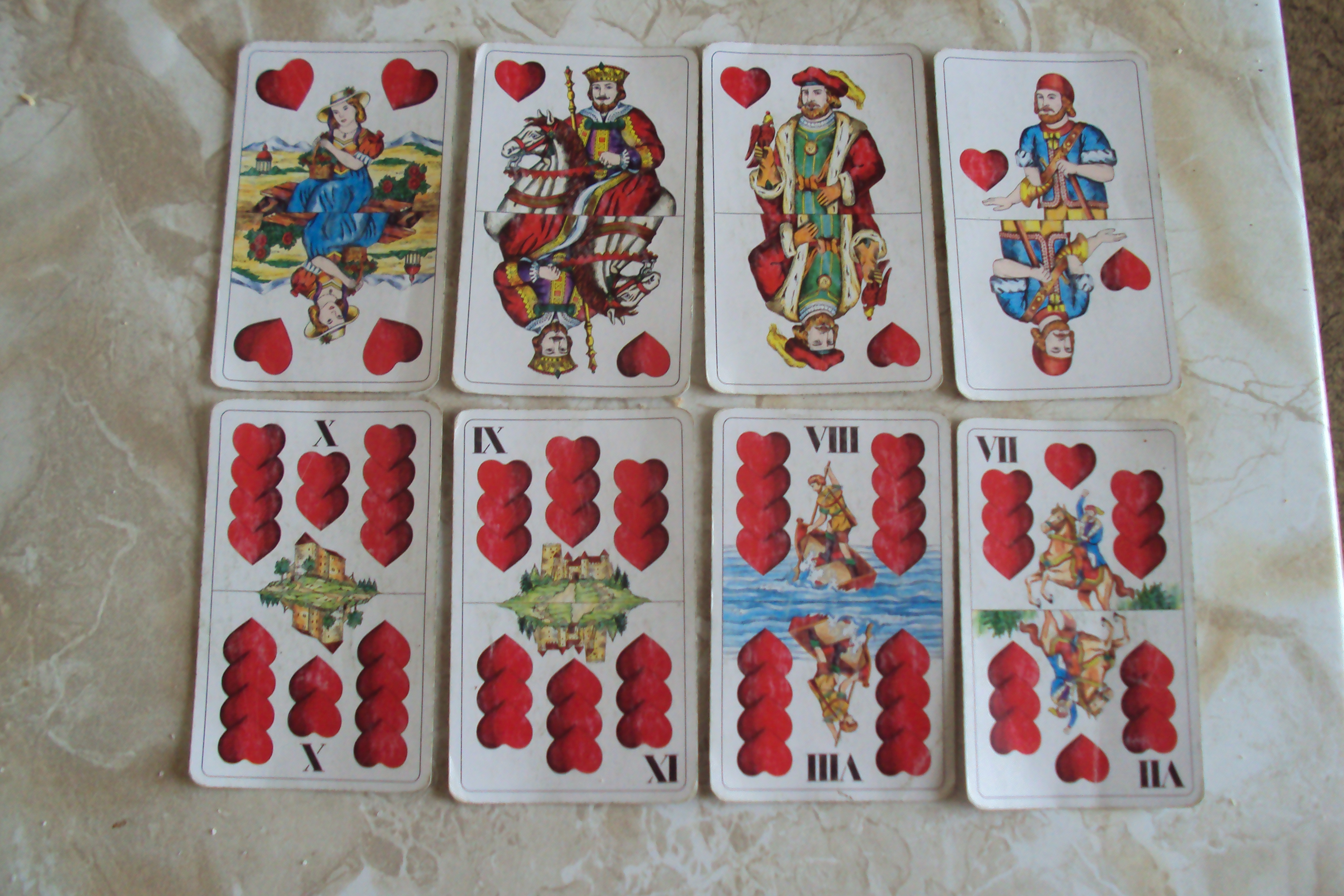
Deutsches Bild

Herz (französisch Cœur, englisch hearts) – im französischen Blatt , bzw. im deutschen Blatt auch Rot genannt  – ist eine der vier Farben beim Kartenspiel.
Beim Bridge wird in Deutschland auch häufig die französische Bezeichnung Cœur gebraucht.
Beim Kritischen Watten ist der Herzkönig der höchste Trumpf.
Im deutschschweizer Blatt entspricht der Farbe Herz die Farbe Rosen . Die Rosen sind meistens gelb gezeichnet.

## Zeichencodierung
Das Zeichen ♥ ist bereits in der CP437 und damit auch in der WGL4 enthalten. In Unicode ist ein schwarzes ♥ und ein weißes ♡ Herz definiert:
| Zeichen                                                | Unicode                  | Entität in HTML       |
| ------------------------------------------------------ | ------------------------ | --------------------- |
| ♥                                                      | U+2665 BLACK HEART SUIT  | &#9829; oder &hearts; |
| ♡                                                      | U+2661 WHITE HEART SUIT  | &#9825;               |
| Beispiel aus Dingbats für eine von anderen Herzformen: |                          |                       |
| ❤                                                      | U+2764 HEAVY BLACK HEART | &#10084;              |